# Antilles néerlandaises aux Jeux olympiques d'été de 2000
Les Antilles néerlandaises participent aux Jeux olympiques d'été de 2000 à Sydney. Sa délégation est composée de 7 athlètes répartis dans 6 sports et de son porte-drapeau Cor van Aanholt. Au terme des Olympiades, la nation n'est pas à proprement classée puisqu'elle ne remporte aucune médaille. 

## Nombre d'athlètes qualifiés par sport
Voici la liste des qualifiés et sélectionnés des Antilles Néerlandaises par sport (remplaçants compris) :
| Sport      | Hommes | Femmes | Total |
| ---------- | ------ | ------ | ----- |
| Athlétisme | 1      | 1      | 2     |
| Équitation | 1      | 0      | 1     |

## Liste des médaillés
Aucun athlète des Antilles néerlandaises ne remporte de médaille durant ces Jeux olympiques.

## Athlétisme

### Hommes
| Athlète        | Épreuve | Séries  | Séries | Quarts de finale | Quarts de finale | Demi-finales | Demi-finales | Finale  | Finale  |
| Athlète        | Épreuve | Temps   | Rang   | Temps            | Rang             | Temps        | Rang         | Temps   | Rang    |
| -------------- | ------- | ------- | ------ | ---------------- | ---------------- | ------------ | ------------ | ------- | ------- |
| Caimin Douglas | 100 m   | 10 s 69 | 7e     | Eliminé          | Eliminé          | Eliminé      | Eliminé      | Eliminé | Eliminé |

### Femmes
| Athlète        | Épreuve | Séries        | Séries | Quarts de finale | Quarts de finale | Demi-finales | Demi-finales | Finale  | Finale  |
| Athlète        | Épreuve | Temps         | Rang   | Temps            | Rang             | Temps        | Rang         | Temps   | Rang    |
| -------------- | ------- | ------------- | ------ | ---------------- | ---------------- | ------------ | ------------ | ------- | ------- |
| Florencia Hunt | 800 m   | 2 min 03 s 78 | 7e     | Eliminé          | Eliminé          | Eliminé      | Eliminé      | Eliminé | Eliminé |

## Equitation
| Athlète     | Compétition      | Pénalités | Rang |
| ----------- | ---------------- | --------- | ---- |
| Eddy Stibbe | Concours complet | 71.60     | 13e  |